# مجلس الشيوخ (صوماليلاند)
مجلس الشيوخ (بالصومالية: Golaha Guurtida)‏ هو الهيئة التشريعية في برلمان صوماليلاند. ويضم 82 عضو يمثلون الزعماء التقليديين. فُوض مجلس الشيوخ بالنظر في مشاريع القوانين المقترحة من قبل مجلس النواب في البرلمان، مجلس النواب لصوماليلاند.

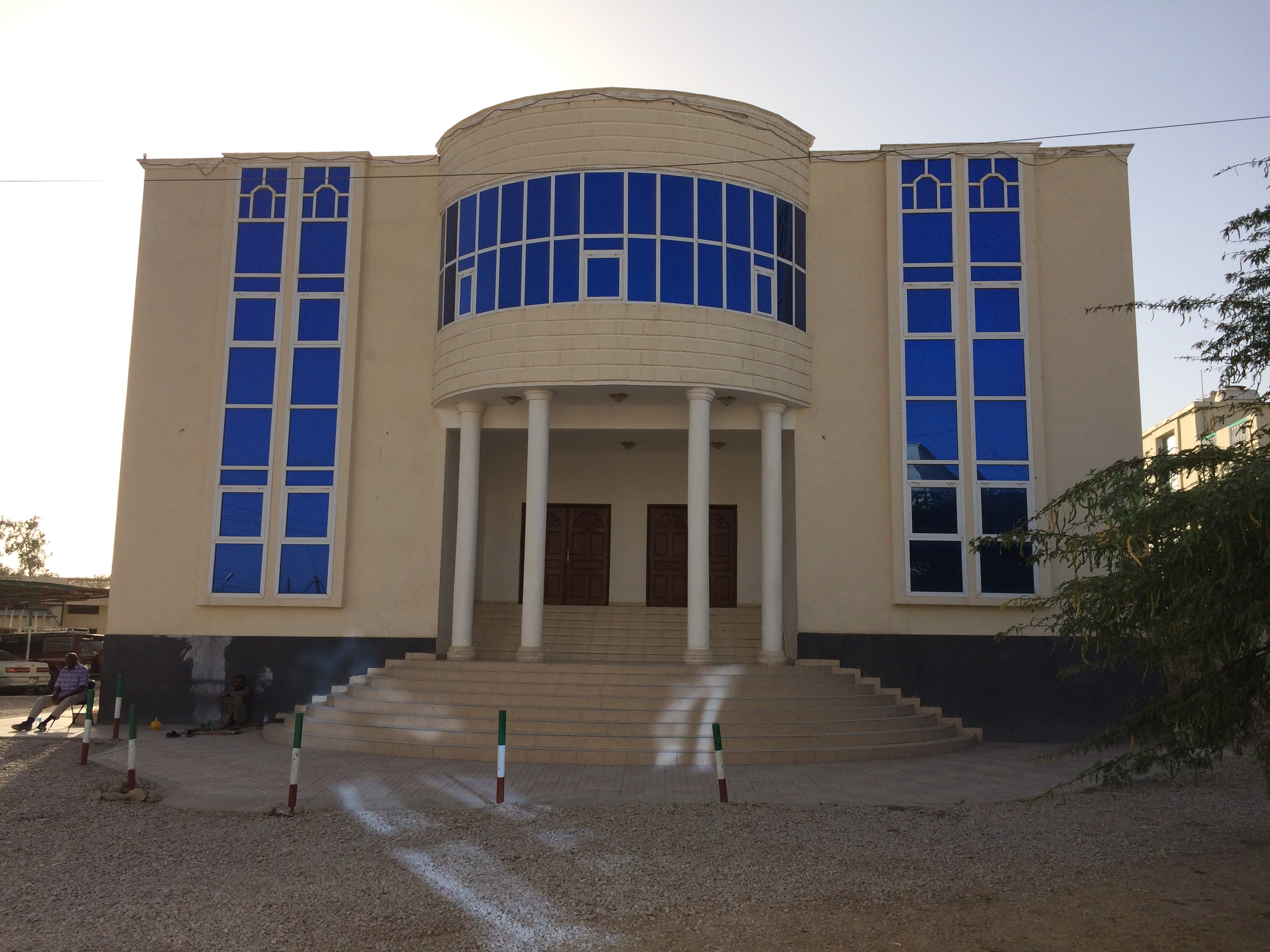
مبنى مجلس النواب في أرض الصومال ، هرجيسا

أنشأ الميثاق الوطني لأرض الصومال لعام 1993 هيئة تشريعية ذات مجلسين.

## المتحدث
- الشيخ يوسف علي شيخ مدار ، 1993 - يوليو 2004 ، توفي وهو في منصبه.[6]
- سليمان محمود عدن ، آب 2004 - حتى الآن